# Nikolaus Scherak

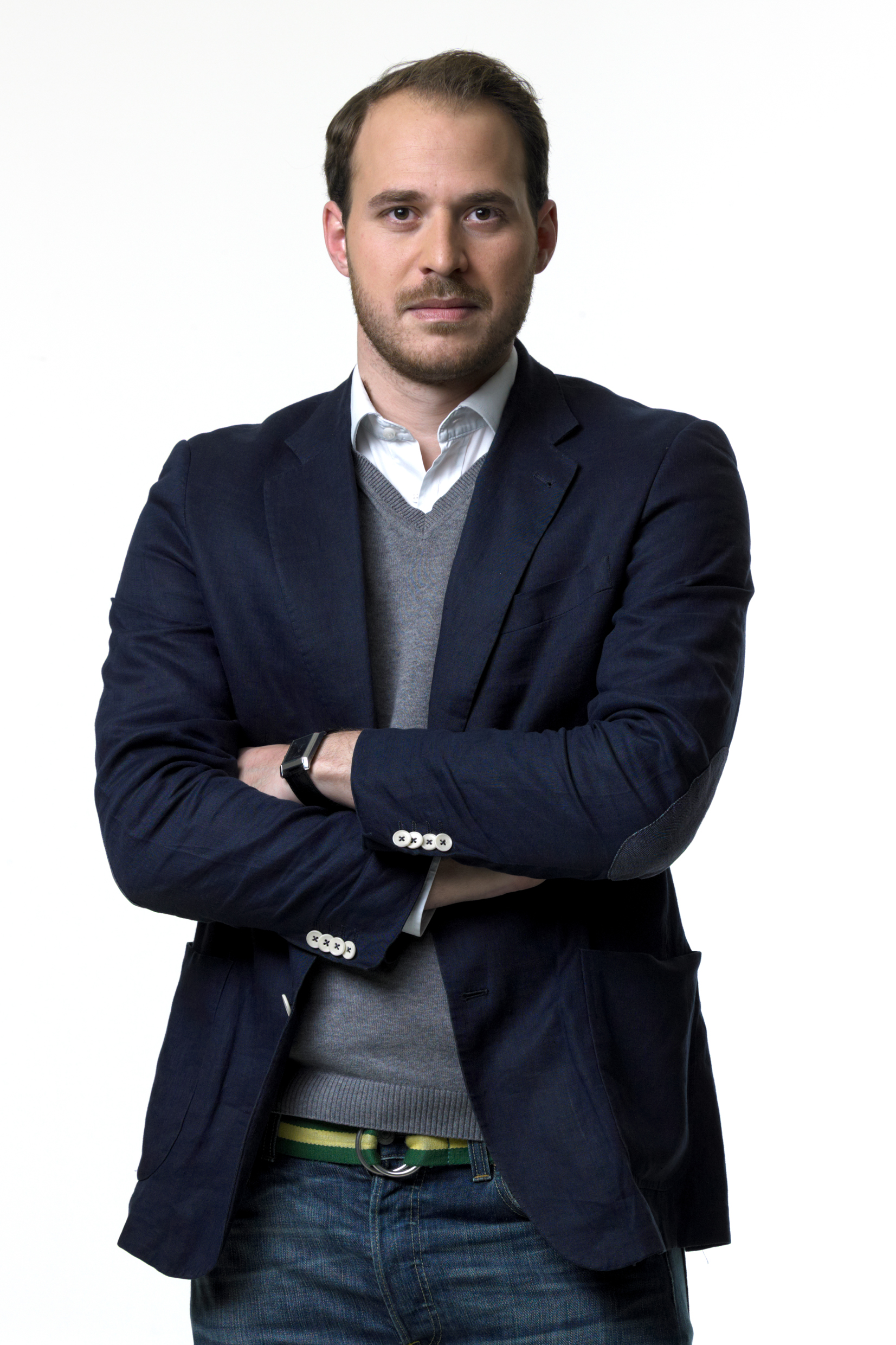
Nikolaus Scherak (2012)

Nikolaus Scherak (* 16. Oktober 1986 in Wien) ist ein österreichischer Politiker. Er war von 2010 bis 2014 Bundesvorsitzender der JUNOS – Junge liberale NEOS und ist seit 2012 Vorstandsmitglied von NEOS. Scherak ist seit 2013 Abgeordneter zum österreichischen Nationalrat für NEOS – Das Neue Österreich und Liberales Forum. Vom 23. Juni 2018 bis zum 19. Juni 2021 war er stellvertretender Bundesvorsitzender von NEOS.

## Leben und Beruf
Scherak wuchs in Baden bei Wien auf und legte 2004 seine Matura am Theresianum ab. Nach einem Zivildienstjahr als Rettungssanitäter beim Roten Kreuz Wien begann er ein Magisterstudium am Juridicum der Universität Wien, welches er 2010 abschloss. Scherak absolvierte ein Doktoratsstudium in Rechtswissenschaften an der Universität Wien sowie einen Master in Human Rights an der Donau-Universität Krems.

## Politik
Seit dem Europawahlkampf 2009 engagiert sich Scherak bei den Jungen Liberalen Österreich (JuLis). Er war von Juli 2009 bis November 2010 stellvertretender Bundesvorsitzender der Jungen Liberalen und wurde am III. Bundeskongress im Oktober 2010 zu deren Bundesvorsitzenden gewählt.
Seine politischen Schwerpunkte liegen im Bereich Bürgerrechte, Menschenrechte und Generationengerechtigkeit, zu welchen er auch in österreichischen Medien (u. a. in Die Presse, Der Standard, ORF) Stellung nimmt.
Scherak war niederösterreichischer Spitzenkandidat für NEOS bei den Nationalratswahlen 2013 und zog über die Landesliste in den Nationalrat ein. Am 29. Oktober 2013 wurde Scherak erstmals als Abgeordneter zum Nationalrat angelobt. Seit 2014 ist er Klubobmann-Stellvertreter des NEOS Parlamentsklubs.
Nach der Eingliederung der JuLis in die Parteistruktur der NEOS und der Umbenennung in JUNOS – Junge liberale NEOS am 22. März 2013 wurde Scherak beim Bundeskongress zum Bundesvorsitzenden des neuen NEOS-Jugendverbands gewählt. Beim XI. Bundeskongress der JUNOS in Wien trat Scherak als JUNOS-Vorsitzender zurück und übergab die Führung der NEOS-Parteijugend in der Folge an Douglas Hoyos, der zuvor einer seiner Stellvertreter gewesen war.

## Privat
Scherak spielt bei der Amateurmannschaft Irreal St. Leopold Fußball und gewann mit ihr 2013 die Meisterschaft der 1. Klasse DSG.